# Tanaecia violaria
Tanaecia violaria är en fjärilsart som beskrevs av Butler 1868. Tanaecia violaria ingår i släktet Tanaecia och familjen praktfjärilar. Inga underarter finns listade i Catalogue of Life.